# Harrisville (Ohio)
Harrisville é uma vila localizada no estado norte-americano de Ohio, no Condado de Harrison.

## Demografia
Segundo o censo norte-americano de 2000, a sua população era de 259 habitantes.
Em 2006, foi estimada uma população de 263, um aumento de 4 (1.5%).

## Geografia
De acordo com o United States Census Bureau tem uma área de
0,4 km², dos quais 0,4 km² cobertos por terra e 0,0 km² cobertos por água. Harrisville localiza-se a aproximadamente 279 m acima do nível do mar.

## Localidades na vizinhança
O diagrama seguinte representa as localidades num raio de 12 km ao redor de Harrisville.